# Nuoto di fondo ai III Giochi del Mediterraneo sulla spiaggia
Le gare di nuoto di fondo ai III Giochi del Mediterraneo sulla spiaggia si sono svolte il 15 settembre 2023 a Heraklion, in Grecia.

## Podi
| Evento         | Oro            | Argento                  | Bronzo            |
| 5 km maschile  | Marcello Guidi | Dario Verani             | Tiago Campos      |
| 5 km femminile | Arianna Bridi  | Mafalda Sofia Jorge Rosa | Silvia Ciccarella |

## Medagliere
| Posiz. | Nazione    | Oro | Argento | Bronzo | Totale |
| ------ | ---------- | --- | ------- | ------ | ------ |
| 1      | Italia     | 2   | 1       | 1      | 4      |
| 2      | Portogallo | 0   | 1       | 1      | 2      |
| Totale | Totale     | 2   | 2       | 2      | 4      |